# Saint-Martin-des-Entrées
Saint-Martin-des-Entrées és un municipi francès situat al departament de Calvados i a la regió de Normandia. L'any 2007 tenia 494 habitants.

## Demografia

### Població
El 2007 la població de fet de Saint-Martin-des-Entrées era de 494 persones. Hi havia 175 famílies de les quals 21 eren unipersonals (21 homes vivint sols), 67 parelles sense fills, 83 parelles amb fills i 4 famílies monoparentals amb fills.
La població ha evolucionat segons el següent gràfic:
Habitants censats

### Habitatges
El 2007 hi havia 181 habitatges, 174 eren l'habitatge principal de la família, 2 eren segones residències i 5 estaven desocupats. 177 eren cases i 3 eren apartaments. Dels 174 habitatges principals, 152 estaven ocupats pels seus propietaris, 18 estaven llogats i ocupats pels llogaters i 4 estaven cedits a títol gratuït; 2 tenien una cambra, 3 en tenien dues, 3 en tenien tres, 23 en tenien quatre i 143 en tenien cinc o més. 147 habitatges disposaven pel capbaix d'una plaça de pàrquing. A 54 habitatges hi havia un automòbil i a 110 n'hi havia dos o més.

### Piràmide de població
La piràmide de població per edats i sexe el 2009 era:
| Homes | Edats   | Dones |
| ----- | ------- | ----- |
| 0     | 95 o +  | 0     |
| 0     | 90 a 94 | 0     |
| 0     | 85 a 89 | 4     |
| 0     | 80 a 84 | 0     |
| 8     | 75 a 79 | 4     |
| 4     | 70 a 74 | 8     |
| 12    | 65 a 69 | 8     |
| 16    | 60 a 64 | 0     |
| 8     | 55 a 59 | 20    |
| 24    | 50 a 54 | 12    |
| 24    | 45 a 49 | 32    |
| 16    | 40 a 44 | 12    |
| 28    | 35 a 39 | 24    |
| 8     | 30 a 34 | 20    |
| 20    | 25 a 29 | 8     |
| 8     | 20 a 24 | 12    |
| 4     | 15 a 19 | 20    |
| 28    | 10 a 14 | 12    |
| 28    | 5 a 9   | 20    |
| 8     | 0 a 4   | 16    |

## Economia
El 2007 la població en edat de treballar era de 336 persones, 233 eren actives i 103 eren inactives. De les 233 persones actives 217 estaven ocupades (119 homes i 98 dones) i 16 estaven aturades (11 homes i 5 dones). De les 103 persones inactives 39 estaven jubilades, 45 estaven estudiant i 19 estaven classificades com a «altres inactius».

### Ingressos
El 2009 a Saint-Martin-des-Entrées hi havia 209 unitats fiscals que integraven 627 persones, la mediana anual d'ingressos fiscals per persona era de 20.316 €.

### Activitats econòmiques
Dels 40 establiments que hi havia el 2007, 1 era d'una empresa extractiva, 3 d'empreses alimentàries, 1 d'una empresa de fabricació de material elèctric, 1 d'una empresa de fabricació d'altres productes industrials, 6 d'empreses de construcció, 6 d'empreses de comerç i reparació d'automòbils, 5 d'empreses de transport, 1 d'una empresa d'hostatgeria i restauració, 2 d'empreses d'informació i comunicació, 3 d'empreses financeres, 9 d'empreses de serveis i 2 d'empreses classificades com a «altres activitats de serveis».
Dels 7 establiments de servei als particulars que hi havia el 2009, 1 era un taller de reparació d'automòbils i de material agrícola, 2 paletes, 2 fusteries, 1 lampisteria i 1 restaurant.
L'únic establiment comercial que hi havia el 2009 era una botiga d'electrodomèstics.
L'any 2000 a Saint-Martin-des-Entrées hi havia 12 explotacions agrícoles que ocupaven un total de 590 hectàrees.

## Poblacions més properes
El següent diagrama mostra les poblacions més properes.